# Rousillon Rupes

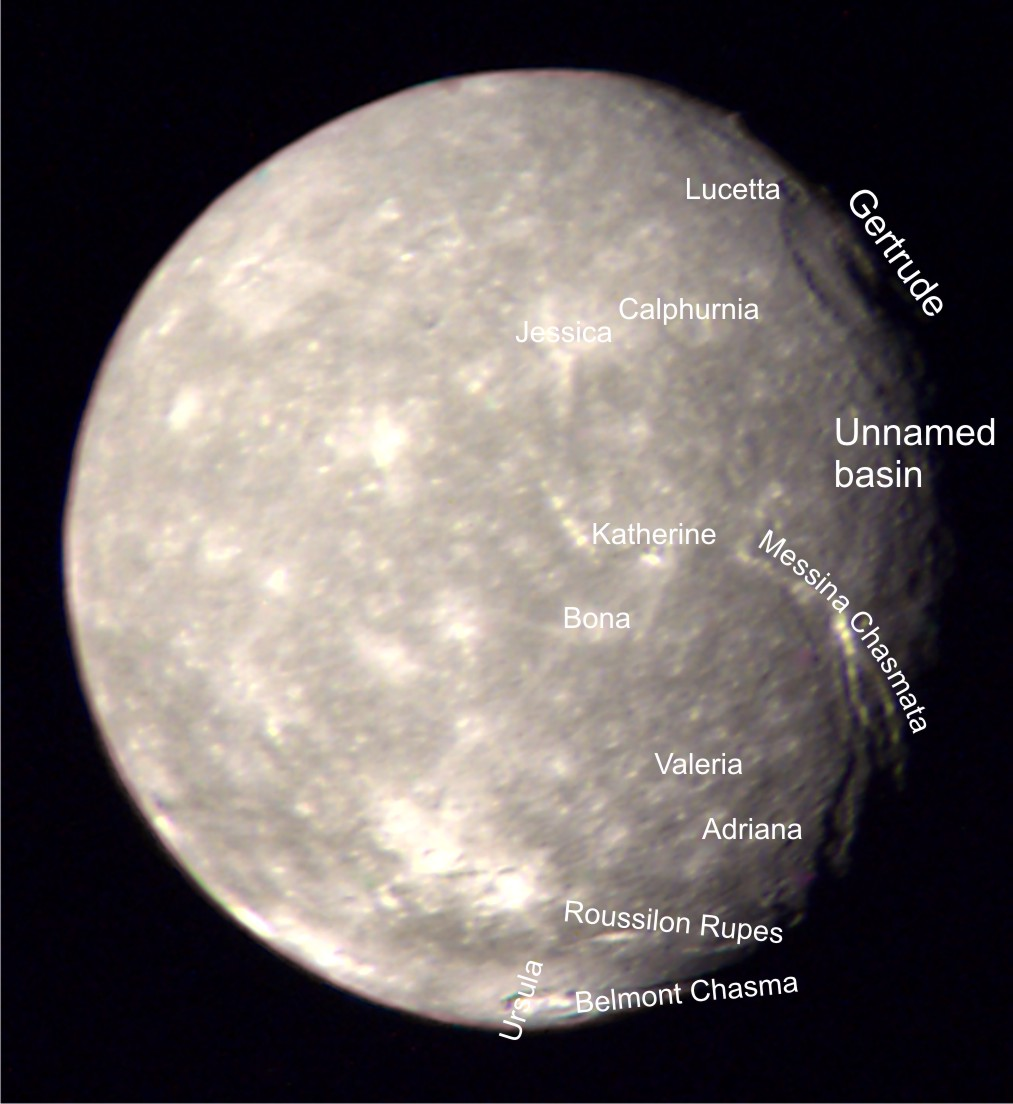
Imagen de Titania del Voyager 2. Rosellón Rupes esta en la parte inferior justo por encima del cráter Úrsula.

El escarpe Rosellón o  Rousillon Rupes es un accidente geográfico de la superficie de Titania, satélite del planeta Urano. Los escarpes se denominan rupes en lenguaje astrogeológico. Su nombre proviene de la comedia de William Shakespeare, Bien está lo que bien acaba, (All's well that ends well).
Tiene 402 km de longitud y es una falla normal situada cerca del ecuador corriendo paralelamente a él. El escarpe corta cráteres de impacto, lo que probablemente significa que fue formado en una relativamente tardía fase de la evolución del satélite, cuando el interior de Titania se expandió y su capa superficial de hielo se partió.
Rosellón sólo tiene unos pocos cráteres superpuestos a él, lo que también apunta a su relativamente reciente formación. El escarpe fue fotografiado por primera vez por la sonda espacial Voyager 2 en enero de 1986